# Stanisław Mazan (strażak)
Stanisław Piotr Mazan (ur. 26 listopada 1911 w Rzeszowie, zm. 12 stycznia 1944 w Kłodnem) – porucznik pożarnictwa, członek ZWZ – AK i Strażackiego Ruchu Oporu „Skała”.

## Historia
Urodził się w Rzeszowie w rodzinie Józefa i Marii, szkołę średnią ukończył w Krośnie. Po odbyciu służby wojskowej zamieszkał w Krynicy, gdzie działał w Ochotniczej Straży Pożarnej. Za radą ówczesnego komendanta, Bronisława Witkowskiego złożył podanie o przyjęcie do Centralnej Szkoły Pożarniczej w Warszawie. Po ukończeniu kursu pełnił funkcję instruktora pożarnictwa, w latach 1937–1939 był zastępcą komendanta Portowej Straży Pożarnej w Gdyni. Po wybuchu II wojny światowej brał udział w obronie Gdyni i Oksywia. Po zwolnieniu z aresztu wraz z żoną i synem został skierowany do obozu przejściowego w Częstochowie, wyskoczyli z pociągu w okolicach Katowic i przedostali się do Krosna.
Zaangażował się w działalność konspiracyjną, do jego zadań należało m.in. kolportowanie prasy, był również kurierem i przewodnikiem na Słowację i Węgry. W 1942 nawiązał kontakt z Jerzym Lgockim, Kierownikiem Technicznym Polskich Straży Ogniowych w Generalnym Gubernatorstwie oraz Komendantem Strażackiego Ruchu Oporu „Skała”. W wyniku rozmów Mazan stanął na czele struktur Sądeckiego Obwodu "Skały", które powstały na wiosnę 1942. Od 1943 Mazan był Komendantem Powiatowym Straży Pożarnych w Nowym Sączu, w tym samym roku utworzył Powiatową Szkołę Pożarniczą w Starym Sączu, która była filią CSP. Aresztowany został w nocy z 14 na 15 listopada 1943, był przesłuchiwany i torturowany w więzieniu w Nowym Sączu oraz w więzieniu Montelupich w Krakowie.
Rozstrzelany został w grupie 28 więźniów 12 stycznia 1944 w Kłodnem w odwecie za wykolejenie pociągu towarowego przez oddział dywersyjny placówki AK w Limanowej. W 1945 jego ciało zostało ekshumowane, pochowany został na cmentarzu w Nowym Sączu.
Był ojcem Leszka Mazana.

## Upamiętnienie
Został upamiętniony na tablicach pamiątkowych w Kłodnem oraz w Starym Sączu.
Jest patronem Młodzieżowej Drużyny Pożarniczej w Starym Sączu, 20 maja 2018 podczas obchodów Gminnego Dnia Strażaka został poświęcony proporzec MDP.

## Odznaczenia
W 1949 został odznaczony pośmiertnie Krzyżem Partyzanckim.
Postanowieniem Prezydenta Rzeczypospolitej Polskiej z dnia 26 listopada 2020 r. o nadaniu orderów odznaczony został pośmiertnie Krzyżem Orderu Krzyża Niepodległości. Order został wręczony w Pałacu Prezydenckim 19 stycznia 2023 r. przez sekretarza stanu w Kancelarii Prezydenta RP Andrzeja Derę.